# He Hated Pigeons
He Hated Pigeons es una película dramática canadiense-chilena de 2015, producida, escrita y dirigida por Ingrid Veninger. La película está protagonizada por Pedro Fontaine como Elías, un chileno gay que viaja por todo el país tras la muerte de su compañero Sebastián (interpretado por Cristóbal Tapia Montt en flashbacks).
La música de la película siguió un modelo único. Aunque Ohad Benchetrit y Justin Small de la banda Do Make Say Think escribieron una partitura, no se incluyó en la copia de la película y, en cambio, fue interpretada en vivo por varios músicos en cada proyección pública de la película. A los músicos que interpretaron la partitura incluso se le permitió improvisar, de modo que cada interpretación de la partitura fuera única.
La película se realizó después de que Veninger viajara a Chile para asistir a una proyección retrospectiva de su trabajo en un festival de cine; como no hablaba español con fluidez, contrataron a Fontaine como su intérprete y Veninger decidió hacer una película con él después de conocerlo.
Dylan Macleod ganó el premio del Concurso Borsos a la mejor fotografía en una película canadiense en el Festival de Cine de Whistler de 2015.